# Program Comparison and Identification

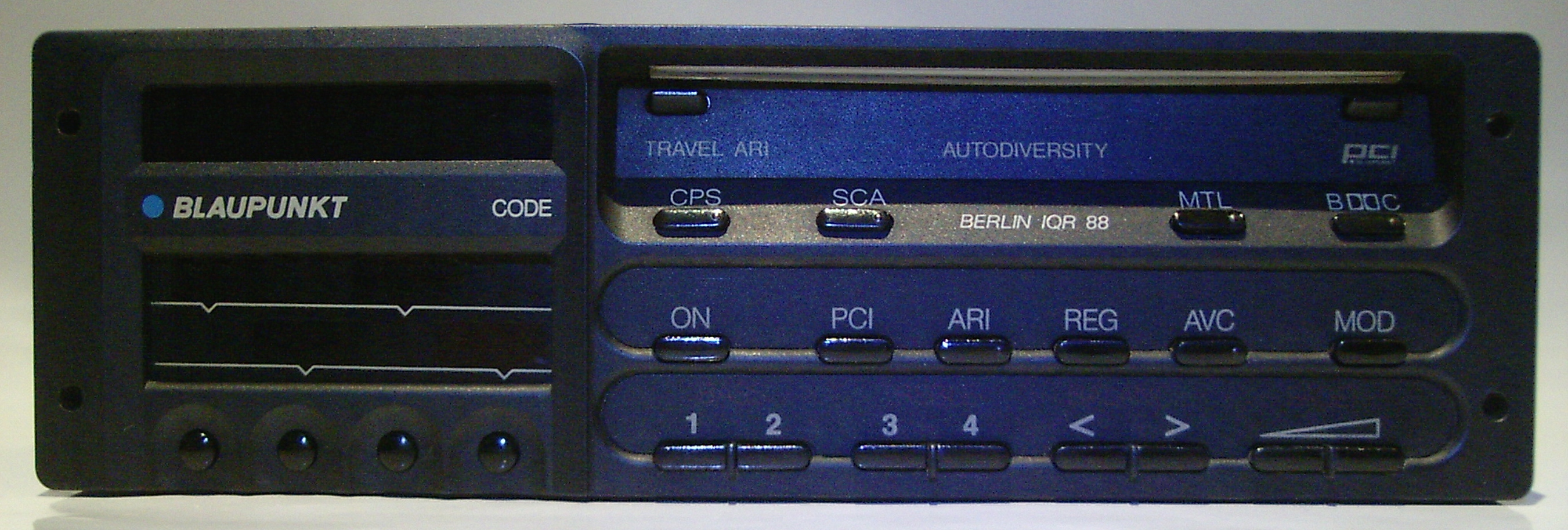
Blaupunkt Berlin IQR 88 mit PCI

PCI  wurde von Blaupunkt Anfang der 1980er Jahre entwickelt, um in Autoradios auch die Namen der Sender anzuzeigen. Erstmals eingesetzt wurde es im Modell Berlin IQR-83 und später in den Modellen Berlin IQR-85, IQR-88 und Köln IQR-25, IQR-47.

## Funktionsweise
Der Rechner des Radios sammelte von allen gut empfangbaren Sendern Frequenz, Regionalkennung (ARI) und Feldstärke.
Durch Vergleich mit der eingebauten Datenbank konnte der Rechner relativ zuverlässig den Standort des Radios bestimmen.
Jetzt konnte wiederum durch die Datenbank bestimmt werden auf welcher Frequenz welches Programm sendet.
Falsch angezeigte Sendernamen waren möglich, aber selten.

## Updates
Die Datenbank (8 KB) war in einem EEPROM gespeichert und konnte über eine Datenkassette aktualisiert werden.
Auf der Kassette waren die Daten ähnlich wie auf Programmkassetten der Homecomputer abgelegt.
Die Kassetten wurden noch 10 Jahre nach Auslaufen des letzten Modells (IQR-88, 1989) aktualisiert. Die letzte trug den Status 865 und konnte 2006 noch immer bei Blaupunkt bestellt werden.

## Das Ende
1988 ging das seit 1984 im Testbetrieb befindliche RDS (Radio Data System) in Regelbetrieb und die Produktion von Autoradios mit PCI wurde eingestellt.
Seit 2003 verschwand auch nach und nach das „ARI-Signal“ von den Rundfunksendern, bis zur endgültigen Abschaltung 2008 (in Österreich; in Deutschland bereits 2005 erfolgt). Somit verliert das PCI-System seine Funktion, da der Mikroprozessor nun keine Vergleichsdaten, die sogenannte „ARI-Bereichskennung“, mehr empfangen kann.